# Ferhat Çökmüş
Ferhat Çökmüş (* 14. Februar 1985 in Bern) ist ein schweizerisch-türkischer Fussballspieler.

## Spielerkarriere

### Vereine
Çökmüş ist seit Juli 2005 Profi. Zunächst stand er im Kader der Young Boys Bern, in der Winterpause 2005/06 wechselte er allerdings nach nur einem Einsatz in der Super League zu Trabzonspor in die türkische Süper Lig. Seit 2009 spielt er bei Manisaspor.
Im Sommer 2012 lief sein Vertrag mit Manisaspor aus, und so wechselte er zum türkischen Erstligisten Orduspor. Bereits ein Jahr später verliess er Orduspor und wechselte innerhalb der 2. türkischen Liga zu Adana Demirspor. Ende Juli 2015 verliess er diesen Verein.

### Nationalmannschaft
Der Abwehrspieler stand 2000–2005 in den Kadern der U-15-, der U-20- und der U-21-Nationalmannschaft der Schweiz. 2006 wechselte er zur U-21- und 2008 zur A2-Nationalmannschaft der Türkei (U-23).